# Live Over Europe 2007
Live Over Europe 2007 è un album dal vivo del gruppo musicale rock britannico Genesis.
L'album, registrato durante il tour europeo (Turn It On Again: The Tour)  che ha visto riunirsi la nota band, raccoglie tutti i maggiori successi dei Genesis durante la loro lunga carriera, con l'aggiunta di un brano inedito, Conversations With 2 Stools (realizzato però sull'impronta di Drum Duet e, di conseguenza, interamente percussionistico). I luoghi dove sono tenute le registrazioni cambiano a seconda dei brani.
L'album ha raggiunto la prima posizione in Germania.

## Tracce

### Disco 1
1. Duke's Intro – 3.49 (Manchester)
2. Turn It On Again – 4.26 (Amsterdam)
3. No Son of Mine – 6.57 (Amsterdam)
4. Land of Confusion – 5.11 (Helsinki)
5. In the Cage con estratti da Cinema Show e Duke's Travels – 13.30 (Manchester)
6. Afterglow – 4.28 (Manchester)
7. Hold on My Heart – 5.58 (Hannover)
8. Home by the Sea – 11.59 (Düsseldorf/Roma)
9. Follow You Follow Me – 4.19 (Parigi)
10. Firth of Fifth (ridotta) – 4.40 (Manchester)
11. I Know What I Like (In Your Wardrobe) – 6.45 (Manchester)

### Disco 2
1. Mama – 6.57 (Francoforte)
2. Ripples – 7.58 (Praga)
3. Throwing It All Away – 6.01 (Parigi)
4. Domino – 11.34 (Roma)
5. Conversation With 2 Stools – 6.49 (Monaco di Baviera, 10 luglio 2007)
6. Los Endos – 6.25 (Twickenham)
7. Tonight Tonight Tonight(ridotta) – 3.49 (Roma)
8. Invisible Touch – 5.35 (Roma)
9. I Can't Dance – 6.12 (Monaco di Baviera)
10. Carpet Crawlers – 6.00 (Manchester)

## Formazione

### Gruppo
- Phil Collins - voce, batteria e percussioni
- Tony Banks - tastiere, Moog, sintetizzatori
- Mike Rutherford - chitarra elettrica, basso elettrico, chitarra a due manici

### Altri musicisti
- Daryl Stuermer - chitarra elettrica, basso elettrico
- Chester Thompson - batteria, percussioni